# Choloki
Le Choloki (en géorgien ჩოლოქი) est une rivière géorgienne formant la frontière entre la Géorgie et sa république autonome d'Adjarie et la province de Gourie. Jadis, au XIXe siècle, elle formait la frontière entre l'Empire ottoman et l'Empire russe.
Durant la guerre de Crimée, les 13 000 soldats de la Russie comprenaient beaucoup de Géorgiens, sous le commandement militaire du général lieutenant Ivane Andronikachvili (Andronikov) firent dérouter les armées de Sinan Pacha, soit 35 000 hommes sur la rive gauche de la rivière Choloki, le 4 juin 1854.
Un autre épisode militaire s'y déroula le 16 avril 1918, quand la Garde populaire géorgienne menée par le Général-Lieutenant Guiorgui Mazniachvili empêcha une invasion de force de la part des Turcs.
Le pont sur le Choloki qui fut la principale connexion entre l'Adjarie et le reste de la Géorgie fut détruit le 2 mai 2004 par l'ancien gouvernement adjare. Le leader de la république autonome Aslan Abachidze (avec des tendances indépendantistes) qualifia la destruction du pont dans la région de Koboulétie de « mesure préventive contre une possible attaque militaire des autorités géorgiennes ».